# Liste des députés de la IIe législature de la Quatrième République
 
Cet article donne la liste par ordre alphabétique des députés français de la IIe législature de la  IVe République (1951-1956), proclamés élus les 17 juin 1951.
Cette législature, ouverte le 5 juillet 1951, s'est terminée 1er décembre 1955.
- Haut – A
- B
- C
- D
- E
- F
- G
- H
- I
- J
- K
- L
- M
- N
- O
- P
- Q
- R
- S
- T
- U
- V
- W
- X
- Y
- Z

## A
- Pierre Abelin
- Ahmed Aït-Ali
- Pierre André
- Adrien André
- Marcel Anthonioz
- Paul Antier
- Sourou Migan Apithy
- René Arbeltier
- Franck Arnal
- Emmanuel d'Astier de La Vigerie
- Jean-Hilaire Aubame
- Achille Auban
- Jean Aubin
- Paul Aubry
- Albert Aubry
- Jean-Fernand Audeguil
- Louis-Paul Aujoulat
- Adolphe Aumeran

## B
- Raphaël Babet
- Paul Bacon
- Vincent Badie
- Robert Ballanger
- Jean-Philippe Bapst
- Charles Barangé
- André Barbier
- André Bardon
- Jacques Bardoux
- Edmond Barrachin
- Philippe Barrès
- Robert Barrier
- Noël Barrot
- Diawadou Barry
- André Barthélémy
- Jean Bartolini
- Denise Bastide
- Armand de Baudry d'Asson
- Alexandre Baurens
- Jean Baylet
- Maurice Bayrou
- Guérin Beaumont
- Paul Béchard
- Émile Bèche
- Mohamed Bechir-Sow
- Lucien Bégouin
- Allaoua Ben Aly Chérif
- Mostefa Benbahmed
- Mohamed Salah Bendjelloul
- Maurice Béné
- Mohamed Bengana
- Charles Benoist
- Alcide Benoît
- Pierre de Bénouville
- Abderrahmane Bentounès
- Henry Bergasse
- Michel Bernard
- Alix Berthet
- Abel Bessac
- Pierre Besset
- Robert Bichet
- Georges Bidault
- Albert Bignon
- Paul Billat
- René Billères
- Auguste Billiemaz
- Pierre Billotte
- François Billoux
- Léopold Bissol
- Georges Blachette
- Barthélemy Boganda
- Raymond Boisdé
- Nazi Boni
- Édouard Bonnefous
- Florimond Bonte
- Roland Boscary-Monsservin
- Jean Bouhey
- Pierre Bourdellès
- Henri Bouret
- Georges Bourgeois
- Maurice Bourgès-Maunoury
- Rémy Boutavant
- Léon Boutbien
- Jean-Marie Bouvier O'Cottereau
- Fernand Bouxom
- Ali Ben Lakhdar Brahimi
- Amand Brault
- Edmond Bricout
- Henri Briffod
- Louis Briot
- Henriette Brunet
- Max Brusset
- Robert Bruyneel
- André Burlot
- Robert Buron

## C
- Marcel Cachin
- Ali Cadi
- Abdelkader Cadi
- Jean Cagne
- Henri Caillavet
- Francis Caillet
- Olivier Caliot
- René Camphin
- Michel Carlini
- Marcel Cartier
- Gilbert Cartier
- Laurent Casanova
- René Cassagne
- Edmond Castera
- Jules Catoire
- Jean Catrice
- Diomède Catroux
- André Cavelier
- Jean Cayeux
- Paul Cermolacce
- Aimé Césaire
- Jacques Chaban-Delmas
- André Chabenat
- Jean Chamant
- Gilbert de Chambrun
- Jean Charlot
- René Charpentier
- Édouard Charret
- Eugène Chassaing
- Victor Chatenay
- Clément Chausson
- Said Mohamed Cheikh
- Marcel Cherrier
- Pierre Chevallier
- Jacques Chevallier
- Pierre de Chevigné
- Louis Christiaens
- Alfred Chupin
- Eugène Claudius-Petit
- Pierre Clostermann
- Napoléon Cochart
- Lucien Coffin
- Georges Cogniot
- Paul Coirre
- Yves Colin
- André Colin
- Paulin Colonna d'Istria
- André Commentry
- Georges Mahaman Condat
- Joseph Conombo
- Arthur Conte
- Denis Cordonnier
- Édouard Corniglion-Molinier
- Paul Coste-Floret
- Alfred Coste-Floret
- Alfred Costes
- Pierre Cot
- Lucien Coudert
- Georges Coudray
- Pierre Couinaud
- Pierre Coulon
- Paul Couston
- Robert Coutant
- Jean Cristofol
- Jean Crouan
- Jean Crouzier

## D
- Léon Dagain
- Édouard Daladier
- Auguste Damette
- Marcel Darou
- Marcel Dassault
- Gaston Dassonville
- Marcel David
- Jean-Paul David
- Gaston Defferre
- Joseph Defos du Rau
- Lucien Degoutte
- Germaine Degrond
- Maurice Deixonne
- René Dejean
- Camille Delabre
- Joseph Delachenal
- Louis Delbez
- Yvon Delbos
- Gérard Deliaune

## M
- Bernard Manceau
- André Mancey
- Raymond Marcellin
- Louis Martel
- Henri Martel
- Léon Martinaud-Déplat
- André Marty
- Madeleine Marzin
- Jean Masson
- Marcel Massot
- Albert Maton
- Augustin Maurellet
- Michel Maurice-Bokanowski
- René Mayer
- Daniel Mayer
- Jean Mazel
- Antoine Mazier
- Pierre Mazuez
- Henri Meck
- Jean Médecin
- Alexis Méhaignerie
- Ahmed Mekki-Bezzeghoud
- Pierre Mendès France
- François de Menthon
- Michel Mercier
- André-François Mercier
- André Mercier
- Pierre Métayer
- Pierre Meunier
- Jean Meunier
- Louis Michaud
- Victor Michaut
- Lucien Midol
- André Mignot
- Jean Minjoz
- François Mitterrand
- René Moatti
- Jules Moch
- Édouard Moisan
- Georges Molinatti
- Guy Mollet
- Raymond Mondon
- Philippe Monin
- Joseph de Goislard de Monsabert
- Jean Montalat
- André Monteil
- Pierre Montel
- Eugène Montel
- Guy de Montgolfier
- Robert Montillot
- Gérard de Montjou
- Albert Mora
- Jean Moreau
- Roger Morève
- André Morice
- Vincent de Moro-Giafferi
- Pierre Mouchet
- Roland de Moustier
- Adrien Mouton
- André Moynet
- Pierre Muller
- Arthur Musmeaux
- André Mutter

## N
- Marcel-Edmond Naegelen
- Amar Naroun
- Jean Nénon
- Pierre Nigay
- Jules Ninine
- Robert Nisse
- Jean Nocher
- Marcel Noël
- Léon Noël
- Arthur Notebart

## O
- Philippe Olmi
- Pouvanaa Oopa
- Mamadou Ouedraogo
- Djelloul Ould Kadi
- Abdelmadjid Ourabah

## P
- Jean-Paul Palewski
- Gaston Palewski
- Paul Pantaloni
- Aimé Paquet
- Louis Pasteur Vallery-Radot
- Marcel Paternot
- Marius Patinaud
- Pierre Patria
- Gabriel Paul
- Jean Pébellier
- Gaston Pébellier
- Eugène Pébellier
- Paul Pelleray
- René Peltre
- René Penoy
- Marcel Perrin
- Guy Petit
- Maurice Petsche
- Germaine Peyroles
- Michel Peytel
- Pierre Pflimlin
- André Pierrard
- Olivier de Pierrebourg
- Antoine Pinay
- Christian Pineau
- Joseph Pinvidic
- Victor Plantevin
- René Pleven
- Bernard Pluchet
- Germaine Poinso-Chapuis
- Louis Prache
- André Pradeau
- Marcel Prélot
- Jeannette Prin
- Victor Priou
- Jean Pronteau
- Louis Prot
- Victor Provo
- Jean Pupat
- Louis Puy

## Q
- André Quénard
- Henri Queuille
- François Quilici
- Antoine Quinson

## R
- Maria Rabaté
- Maurice Rabier
- Jean Raffarin
- Michel Raingeard
- Jules Ramarony
- Édouard Ramonet
- Jonah Ranaivo
- Georges Rastel
- Mahasumpo Raveloson
- Jean Raymond-Laurent
- Eugène Reeb
- René Regaudie
- François Reille-Soult
- Adrien Renard
- Joseph Renaud
- André Rey
- Paul Reynaud
- Marcel Ribère
- Paul Ribeyre
- Germain Rincent
- Eugène Ritzenthaler
- Gilberte Roca
- Waldeck Rochet
- Georges Rolland
- Louis Rollin
- Marcel Rosenblatt
- Gabriel Roucaute
- Jean Rougier
- Charles Rousseau
- René Rousselot

## S
- Menouar Saïah
- Jean Saint-Cyr
- Roger de Saivre
- Jean Salliard du Rivault
- Francis Samson
- Mamba Sano
- Sekou Sanogo
- Raoul Sauer
- Jean Sauvage
- Charles Sauvajon
- Alain Savary
- Joseph Schaff
- René Schmitt
- Albert Schmitt
- Raymond Schmittlein
- Pierre Schneiter
- Robert Schuman
- Maurice Schumann
- Roger Secrétain
- Pierre Ségelle
- Léopold Sedar Senghor
- Antoine Sérafini
- Olivier de Sesmaisons
- Gabriel Seynat
- Louis Sibué
- Chérif Sid Cara
- N'Diaye Sidi el Moktar
- Alain Signor
- Jean Silvandre
- Maurice Simonnet
- Paul Sion
- Fily-Dabo Sissoko
- Amar Smaïl
- Jean Solinhac
- Pierre Souquès
- Jean Sourbet
- Jacques Soustelle
- Alice Sportisse Gomez-Nadal

## T
- Clément Taillade
- François Tanguy-Prigent
- Pierre-Henri Teitgen
- Emmanuel Temple
- Henri Thamier
- Édouard Thibault
- Jules Thiriet
- Eugène Thomas
- Alexandre Thomas
- Maurice Thorez
- Charles Tillon
- Lionel de Tinguy du Pouët
- Furcie Tirolien
- Camille Titeux
- Marie Tony-Révillon
- Étienne Toublanc
- André Tourné
- Auguste Tourtaud
- Raoul Tracol
- Raphaël Trémouilhe
- Raymond Triboulet
- Jean Tricart
- Georges Turines

## U
- Henri Ulver

## V
- Marie-Claude Vaillant-Couturier
- Raymond Valabrègue
- Paul Valentino
- Jules Valle
- Louis Vallon
- Francis Vals
- Jacques Vassor
- Henri Védrines
- Pascal Velonjara
- Jacques Vendroux
- Robert Verdier
- Raymond Vergès
- Jeannette Vermeersch
- Jacques Verneuil
- Emmanuel Véry-Hermence
- Charles Viatte
- Jean-Louis Vigier
- Jean Villard
- Frédéric Champierre de Villeneuve
- Pierre Villon
- Maurice Viollette

## W
- Jean Wagner
- Joseph Wasmer
- Camille Wolff

## Z
- Maximilien Zigliara
- Ikhia Aboubekr Zodi
- Michel Zunino